# 扁桃體
扁桃體（tonsil）舊名扁桃腺，是人和两栖类以上动物，鼻后孔的顶壁或咽与口腔、鼻腔交界处黏膜下淋巴上皮组织所集成的团块的通称，因人类张口最容易察觉的腭扁桃體外形像扁桃一樣而得名。
扁桃体是重要的淋巴器官，其产生的淋巴细胞和抗体可对付入侵的各种致病微生物（包括细菌、病毒、寄生虫等），有抗细菌、抗病毒的防御功能，是人体免疫系统的第一道防线。
科学家发现，扁桃体菌群与肠道菌群类似，其微生态失调可导致局部免疫激活并诱发全身免疫反应。

## 分群
扁桃體分为四大群：
- 腭扁桃体（palatine tonsils）张口后肉眼可見，位于咽峡的侧壁，软腭两侧前后柱，即舌腭弓和咽腭弓之间，呈扁卵圆形，表面盖着粘膜上皮，底面包着纤维被膜，与咽壁的肌层联系很鬆，容易分离。
- 舌扁桃体位于舌基部。
- 管扁桃体位于耳咽管周围。
- 咽扁桃体（又称腺样体）位于鼻咽部上背侧，进入青春期会逐渐萎缩。

## 功能
扁桃體屬免疫活性器官（immunocompetent organ），是人體的免疫系統的一部分，主要的作用是幫助身體對抗感染；但只活跃于3至10岁左右，对成人免疫功能的地位降低，成人切除扁桃體通常并不會增加感染机会。

## 发炎
扁桃體炎是由於扁桃體受到感染所致，一般發生於咽喉及上呼吸道。多是受到病毒感染而失守，少数是因细菌感染。

## 備註
1. ↑  扁桃體是一種淋巴器官，並非腺體，不具外分泌腺或內分泌腺的功能；扁桃體如同淋巴結舊稱淋巴腺，後來發現其並無分泌物質的功能而更名。